# Slipstream (pel·lícula de 2007)
Slipstream és una pel·lícula estatunidenca del 2007 protagonitzada, escrita, escrita i dirigida per Anthony Hopkins, que explora la premissa d'un guionista que es veu atrapat en un slipstream de temps, records, fantasia i realitat. La pel·lícula fou protagonitzada i produïda per l'esposa de Hopkins, Stella Arroyave, que també interpreta la seva dona. La pel·lícula es va estrenar al Festival de Cinema de Sundance de 2007. Hopkins va compondre la música de la pel·lícula, mentre que el compositor britànic Harry Gregson-Williams la va tocar i la va produir.

## Repartiment
- Anthony Hopkins com a Felix Bonhoeffer
- Stella Arroyave com a Gina Bonhoeffer
- Christian Slater com a Ray / Matt Dodds / Patrolman #2
- John Turturro com a Harvey Brickman
- Camryn Manheim com a Barbara
- Jeffrey Tambor com a Geek / Jeffrey / Dr. Geekman
- S. Epatha Merkerson com a Bonnie
- Fionnula Flanagan com a Bette Lustig
- Christopher Lawford com a Lars
- Michael Clarke Duncan com a Mort / Phil
- Lisa Pepper com a Tracy
- Kevin McCarthy com ell mateix
- Jana Grazer com ella mateixa
- Gavin Grazer com ell mateix
- Aaron Tucker com a conductor / Aaron
- Lana Antonova com a Lily
- William Lucking com el detectiu Buzz Larabee
- Saginaw Grant com a Eddie

## Producció
L'actor Anthony Hopkins va escriure per primera vegada el guió de Slipstream per diversió, dient: "No tenia ni idea d'on anava. Simplement va seguir evolucionant per si mateix. Sempre vaig voler burlar-me del negoci del cinema i la professió d'actor que es prenen tan seriosament, volia tocal’s-hi els nassos." Hopkins va explicar la seva perspectiva de la premissa:
| « | Estic fascinat pel temps. He escrit un guió sobre la naturalesa de la realitat... Es tracta de la realitat i de la il·lusió de la vida perquè la vida per a mi, a mesura que em faig gran, és tan il·lusiva, tan onírica, que crec que tot és un somni. Es tracta d'un home que es veu atrapat en un corrent de temps que torna sobre si mateix i recorda el seu propi futur. La meva pròpia interpretació és que si hi ha un Déu, que Déu és realment el temps. Estic fascinat pel fet que com més gran em faig cada moment passa. Què és real? Agafes aquest moment i després se'n va. Vaig estar parlant fa 10 minuts, però tot això ha desaparegut, tot és un somni. Potser el trencaclosques de la vida és preguntar-se de què es tracta. Tinc una teoria que en el moment de l'impacte de la mort ens despertarem i direm: "Ah, això va ser tot el temps". La meva vida ha estat regida molt per aquests pensaments i sentiments. | » |

Hopkins va comprar inicialment el seu guió als estudis per als quals havia estat rendible. Els executius van expressar interès i aportacions pel guió, però Hopkins es va negar a acceptar l'aportació. Hopkins va mostrar el guió al director i productor Steven Spielberg, qui va elogiar el diàleg però va advertir que el finançament seria difícil. Va començar la producció, iniciant el rodatge el 12 de juny de 2006 a Los Angeles i es va traslladar al desert de Califòrnia. Gina Arroyave, esposa de Hopkins, va ser una de les productores i va actuar a la pel·lícula com a esposa a la pantalla de Hopkins. Hopkins va rebutjar els estudis que volien tenir un tall final de la pel·lícula, i en canvi va trobar un nou mecenes no identificat per finançar la pel·lícula per menys de 10 milions de dòlars. Durant la producció, els cineastes van convidar sis estudiants de postgrau de la Northern Illinois University per ajudar-los amb la pel·lícula per obtenir crèdits universitari. Hopkins també va compondre la banda sonora de Slipstream i va dirigir l'orquestra per a la música. En la postproducció, Hopkins va utilitzar l'edició ràpida i tecnologia digital per editar un ritme ràpid de Slipstream per accelerar el públic a través de la pel·lícula.

## Estrena
Més tard, la pel·lícula va experimentar una estrena limitada d'una setmana a 6 sales de cinema als Estats Units el 26 d'octubre de 2007, guanyant 6.273 $ el cap de setmana i 8.965 $ la setmana sencera. La pel·lícula. va tancar l'1 de novembre de 2007, després d'una setmana a taquilla recaptant 8.965 dòlars al mercat intern nord-americà i 18.804 dòlars a altres territoris per un total internacional de 27.769 dòlars.

## Recepció
Slipstream es va estrenar al Festival de Cienma de Sundance el 20 de gener de 2007. El públic de Sundance va rebre la pel·lícula amb confusió, que es va preguntar sobre el significat real de la premissa.
La pel·lícula va ser massacrada per la crítica. Al lloc web d'agregació de ressenyes de pel·lícules Rotten Tomatoes, la pel·lícula té una puntuació d'aprovació del 23% basada en les ressenyes de 40 crítics.A Metacritic, la pel·lícula té una puntuació de 47 sobre 100 basada en ressenyes de 14 ressenyes, que indiquen "crítiques mixtes o mitjanes".

No totes les crítiques van ser negatives. Roger Ebert va donar a la pel·lícula tres de quatre estrelles i va suggerir que val la pena veure-la: 
| « | Si entenrus activament la teva simpatia amb l'intent de Hopkins de fer alguna cosa complicada i difícil. Si voleu relaxar-vos i deixar que la pel·lícula us arribi, és possible que estigueu asseguts durant molt de temps. | » |